# 62. pehotna divizija (Avstro-Ogrska)
62. pehotna divizija (nemško 62. Infanterie-Division oz. nemško 62. Infanterietruppendivision) je bila pehotna divizija avstro-ogrske skupne vojske, ki je bila aktivna med prvo svetovno vojno.

## Zgodovina
Divizija je sodelovala v bojih na soški fronti.

## Poveljstvo
Poveljniki 
- Rudolf Stöger-Steiner von Steinstätten: julij 1915
- Eduard Tunk: julij - oktober 1915
- Franz Kalser von Maasfeld: oktober 1915 - februar 1916
- Guido Novak von Arienti: februar 1916 - junij 1917
- Adolf Brunswik de Korompa: junij 1917 - november 1918